# Pride (альбом Yaki-Da)
Pride — первый студийный альбом шведской группы Yaki-Da, выпущенный в 1995 году. Ведущий сингл «I saw you dancing» занял в чарте Billboard Hot 100 54 место, а в Bilboard Dance charts — 11-е. Альбом имел успех в Европе, заняв 2-е место в Норвегии и топ-40 в Швеции.

## Список композиций
| №  | Название                          | Длительность, мин |
| -- | --------------------------------- | ----------------- |
| 1  | «Just a Dream»                    | 3:20              |
| 2  | «I Saw You Dancing»               | 3:49              |
| 3  | «Pride of Africa»                 | 3:37              |
| 4  | «Show Me Love»                    | 3:29              |
| 5  | «Teaser on the Catwalk»           | 3:37              |
| 6  | «Another Better World»            | 3:46              |
| 7  | «Mejor Mañana»                    | 3:25              |
| 8  | «Deep in the Jungle»              | 4:13              |
| 9  | «Now I Want Love»                 | 4:04              |
| 10 | «Pride of Africa (Remix)»         | 4:36              |
| 11 | «Show Me Love (Acoustic Version)» | 3:26              |
| 12 | «Rescue Me Tonight»               | 4:13              |

## Синглы
1. I Saw You Dancing (1994)[1]
2. Pride of Africa (1995)
3. Show me love (1995)
4. Deep in the Jungle (1995)

## Реквизиты
- Обложка — Рене Хедемир
- Фотография — Майкл Йоханссон
- Продюсер — Йонас «Джокер» Берггрен (треки: 1-8, 10, 11)

## Чарты
| Чарт (1995)                          | Позиция |
| ------------------------------------ | ------- |
| Норвежские альбомы (VG-lista)        | 2       |
| Шведские альбомы (Sverigetopplistan) | 37      |